# Ghiblies episode2
《Ghiblies episode2》（ギブリーズ episode2）為日本吉卜力工作室製作的動畫短片《Ghiblies》的續作，
在日本於2002年和吉卜力電影動畫《貓的報恩》一同在劇院上映。

## 劇情簡介
作品內容風格與前作《Ghiblies》相同，同樣以角色野中君為主角，描述他在Ghibli工作室裡遭遇的各種趣事。

## 登場角色
阿敏
專賣激辣咖哩的飯館老闆。外型及名字貌似吉卜力製作人鈴木敏夫。
小愛
主角野中君小學的初戀情人。
※其餘已在前作出現的班底角色另見條目Ghiblies

## 動畫宣傳用文宣標語
偶然湧起的回憶（ふとふり返ると）

## 配音人員
- 野中君（野中くん）：西村雅彦
- 老奧：古田新太
- 由佳里小姐（ゆかりさん）：鈴木京香
- 德先生（徳さん）：齊藤曉
- 小螢：
- 小米：今田耕司
- 阿敏：小林薫

## 製作人員
- 導演‧劇本：百瀨義行
- 製片人：渡邊宏行
- 製作人：鈴木敏夫、高橋望
- 導演助手：田代英一郎、松村智香
- 美術導演：吉田昇
- 電腦CG導演：
- 色彩指定：保田道世
- 原畫：米林宏昌、大平晉也、田邊修、山森英司、松尾真理子、田村篤、山口明子、橋本晋治、山川浩臣、志田晴海、結城明宏、古田詔治、伊藤秀樹
- 角色提案：鈴木敏夫
- 特別角色提案：石井壽一※（吉卜力動畫《隔壁的山田君》原作漫畫作者）
- 音樂：

## 插入歌
No Woman，No Cry
- 作詞・作曲：Vincent Ford
- 演唱：Tina

## 外部連結
- （英文）Nausicaa.Net：《Ghiblies episode2》 （页面存档备份，存于）
- （日語）Ghibli Freak：《Ghiblies episode2》
- （日語） TAITO電子遊戲《塗鴉王國》製作的Ghiblies角色群 （页面存档备份，存于）